# Josef Cibulka
Josef Cibulka (ur. 1 lipca 1886 w Uściu nad Orlicą, zm. 2 kwietnia 1968 w Pradze) – czeski historyk sztuki, archeolog; profesor archeologii sakralnej i historii sztuki kościelnej.
Został odznaczony Tarczą Honorową Protektoratu Czech i Moraw z Orłem Świętego Wacława.

## Publikacje (wybór)
- Starokřesťanská ikonografie a zobrazování Ukřižovaného, Praha 1924
- Korunovaná Assumpta na půlměsíci. Příspěvek k české ikonografii XV.–XVI. století [w:] Sborník k sedmdesátinám Karla B. Mádla, Praha 1929
- Románské umění. Umělecké řemeslo (z J. Pečírką), s. 84–92, Gotické umění. Umělecké řemeslo, s. 380–417 [w:] Dějepis výtvarného umění v Čechách I, Praha 1931
- Václavova rotunda, Praha 1933
- Řád korunovační a jeho původ, Praha 1934
- Josef Cibulka, J. Sokol, Soupis památek XLVII. Okres lanškrounský, Praha 1935
- Kostel sv. Jiří na Hradě pražském. Stavební dějiny a průvodce památkami, Praha 1936
- Josef Cibulka, A. Matějček, Vůdčí úloha Prahy ve výtvarném umění [w:] Co daly naše země Evropě a lidstvu, Praha 1939, s. 72–77
- Albrecht Dürer, Praha 1941
- El Greco, Praha 1941
- Knižní ilustrace Maxe Švabinského, Praha 1954
- Velkomoravský kostel v Modré u Velehradu a začátky křesťanství na Moravě, Monumenta archaeologica 7, Praha 1958
- Korunovační klenoty, Praha 1969